# Der Ehrengast
Der Ehrengast ist ein Theaterstück von Georg Lohmeier.

## Handlung
Der Gesangsverein Polyhymnia feiert 100-jähriges Jubiläum. Dazu kommt Kammersänger Koller in seine Heimatstadt zurück. Einquartiert wird er bei Schneidermeister Zitzelsberger, bei dem er als Lehrbub und Geselle arbeitete.
Nannerl, die Tochter des Schneidermeisters, wird von ihrem Arbeitgeber Konditormeister Schexmeier umworben. Sie träumt von einer Gesangskarriere.
Am Morgen des Jubiläumstags wird Koller nicht wach, da er in der Nacht zuvor mit seinem Lehrherren durchgezecht hat. Da Schneidermeister Zitzelsberger seinen Gast verteidigt hat, muss er sich vor Gericht rechtfertigen. Am Ende verloben sich Karl Koller und das Nannerl.

## Verfilmung
Der Komödienstadel strahlte eine Verfilmung am 9. Mai 1970 erstmals aus.
- Gerd Fitz: Karl Koller, Kammersänger
- Beppo Brem: Zitzelsberger, Schneidermeister
- Marianne Lindner: Frau Zitzelsberger
- Monika Dahlberg: Nannerl, beider Tochter
- Gustl Bayrhammer: Schexmeier, Konditormeister
- Ludwig Schmid-Wildy: Isidor Lux
- Karl Tischlinger: Bürgermeister
- Georg Hartl: Hauptlehrer
- Willy Schultes: Wachtmeister
- Erna Bayerl: Frau Wimmer
- Amsi Kern: Frau Derschl
- Gerhard Acktun: Ministrant
- Olf Fischer: Regie

Die Münchner Chorgemeinschaft unterstützen als Chorsänger